# الضمان الإجتماعي في فرنسا
الضمان الاجتماعي ( الفرنسية: sécurité sociale ) تقسم الحكومة الفرنسية التأمين ضد المرض إلى خمسة فروع: المرض، الشيخوخة/التقاعد، الأسرة، حوادث العمل، والمرض المهني. من وجهة نظر مؤسسية، يتكون الضمان الاجتماعي الفرنسي من منظمات متنوعة . ينقسم النظام إلى ثلاثة أنظمة رئيسية : النظام العام، ونظام المزرعة، ونظام العمل الحر. بالإضافة إلى ذلك، هناك العديد من الأنظمة الخاصة التي يعود تاريخها إلى ما قبل إنشاء نظام الدولة في منتصف إلى أواخر أربعينيات القرن العشرين.
المفهوم الرئيسي هو أن مؤسسة فريدة ومركزية ستدفع جميع التكاليف الطبية والمعاشات التقاعدية بحيث توفر مستوى متساو من التغطية لجميع السكان. يتم فرض الضرائب على كافة الدخول لتمويل هذا النظام. الميزة الرئيسية هي أن قوتها التفاوضية تخفض سعر الدواء بشكل كبير ويغطي النظام جميع النفقات بشكل منهجي دون حدود (تغطية 100٪ لأي مشكلة طويلة الأمد أو حرجة مثل مرض السكري أو السرطان). العيب الرئيسي هو التكلفة الكبيرة (وإن كانت أقل من تلك الموجودة في الولايات المتحدة).
في عام 2018، دفعت الضمان الإجتماعي 470 مليار يورو في شكل إعانات إجتماعية، وهو ما يعادل 20% من الناتج المحلي الإجمالي لفرنسا البالغ 2353 مليار يورو.  وتتركز نفقاتها الرئيسية على إعانات فرع المرض في النظام العام (198.3 مليار يورو) وإعانات فرع الشيخوخة في النظام العام (126.3 مليار يورو). إن الاحتيال في استحقاقات الضمان الاجتماعي منخفض نسبيًا (2.3 مليار يورو)، وأقل من الاحتيال في مساهمات الضمان الاجتماعي من قبل الشركات (6.8 إلى 8.4 مليار يورو)، وأقل بكثير من الاحتيال الضريبي (80 إلى 100 مليار يورو). 

مبنى في رين

## أنظر أيضاً
- أجيسا
- المستشفيات الفرنسية
- الرعاية الصحية في فرنسا
- المؤسسة الوطنية للمعاقين البحريين